# Шаганатты
Шаганатты (каз. Шағанатты, до 1992 г. — Орловка) — аул в Куршимском районе Восточно-Казахстанской области Казахстана. Входит в состав Тоскаинского сельского округа. Код КАТО — 635239700.

## Население
В 1999 году население аула составляло 272 человека (137 мужчин и 135 женщин). По данным переписи 2009 года, в ауле проживало 126 человек (71 мужчина и 55 женщин).